# Luis Caicedo
Luis Caicedo (Esmeraldas, Ecuador, 12 de mayo de 1979) es un exfutbolista ecuatoriano. Jugaba de volante central. Su último equipo fue el Centro Deportivo Olmedo.

## Trayectoria
Pasó por varios clubes de Ecuador, entre ellos el CD Olímpico, el cual fue su primer club, Olmedo, donde estuvo durante 9 años, y un breve paso por Universidad Católica y Macará de Ambato.
Para la temporada 2011 es contratado por el Barcelona Sporting Club por pedido de Rubén Darío Insúa. Desde su llegada al Ídolo del Astillero fue relegado al banco de suplentes, luego del despido de Rubén Darío Insúa llega Álex Aguinaga a la dirección técnica del Ídolo quien tampoco lo tuvo como titular, pero con la llegada del argentino Luis Zubeldía, se transformó en titular indiscutible ratificándolo así para la temporada 2012. 
En el 2012 inició como suplente ya que en ese entonces el titular era José Amaya pero debido a una lesión que sufrió el colombiano, Caicedo vuelve nuevamente al rol titular ganándole así la pulseada a Amaya, pese al cambio de entrenador de Luis Zubeldía a Gustavo Costas siguió manteniéndose como titular. Con Barcelona gana la primera etapa del campeonato 2012 y actualmente es uno de los jugadores más queridos por la hinchada amarilla debido a su entrega y especialmente por los goles importantes que ha marcado en partidos y momentos decisivos para Barcelona.

## Selección nacional
Caicedo fue convocado por el exentrenador Luis Fernando Suárez para jugar la Copa América 2007, pero lamentablemente durante una sesión de entrenamiento, Caicedo se lesionó y no pudo jugar el torneo. Fue reemplazado por Pedro Quiñónez para el torneo.

## Clubes
| Club                 | País    | Año         | Pj  | Goles |
| -------------------- | ------- | ----------- | --- | ----- |
| Universidad Católica | Ecuador | 1999        | 16  | 1     |
| Olmedo               | Ecuador | 2000-2009   | 308 | 38    |
| Macará               | Ecuador | 2010        | 34  | 4     |
| Barcelona            | Ecuador | 2011 - 2014 | 105 | 12    |
| Liga de Portoviejo   | Ecuador | 2015        | 20  | 4     |
| Delfín SC            | Ecuador | 2016        | 6   | 1     |
| Olmedo               | Ecuador | 2016        | 15  | 1     |

## Palmarés

### Campeonatos nacionales
| Título              | Club      | País    | Año  |
| ------------------- | --------- | ------- | ---- |
| Campeonato Nacional | Olmedo    | Ecuador | 2000 |
| Campeonato Nacional | Barcelona | Ecuador | 2012 |

- Datos: Q9024966